# 屈克龙
屈克龙（法語：Cuqueron，法語發音：[kykʁɔ̃]）是法国大西洋比利牛斯省的一个市镇，位于该省中东部，属于奥洛龙-圣玛丽区。

## 地理
屈克龙（43°19'3"N, 0°33'7"W）面积3.48 平方千米，位于法国新阿基坦大区大西洋比利牛斯省，该省份为法国东南部省份，涵盖了贝阿恩与北巴斯克，西临大西洋比斯開灣，北至朗德省，东北接热尔省，东临上比利牛斯省，南与西班牙接壤。
与屈克龙接壤的市镇（或旧市镇、城区）包括：莫南、帕尔拜斯。

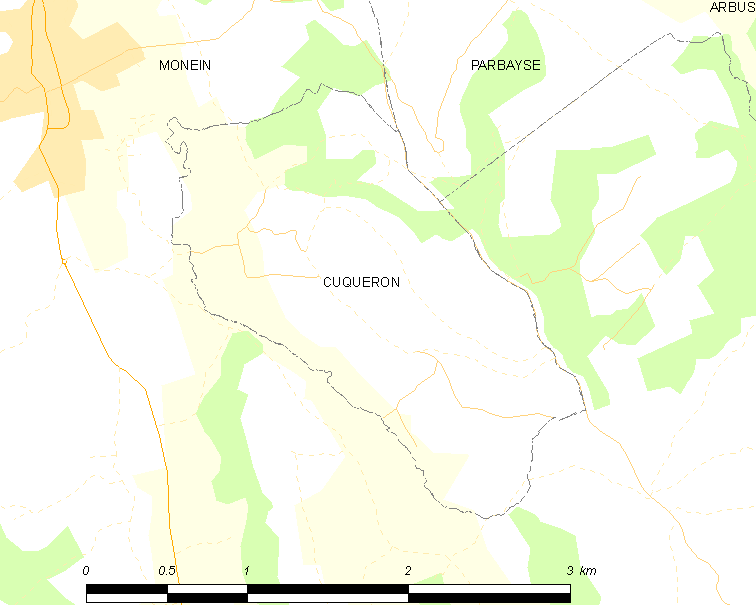
屈克龙的OSM定位图

屈克龙的时区为UTC+01:00、UTC+02:00（夏令时）。

## 行政
屈克龙的邮政编码为64360，INSEE市镇编码为64197。

## 政治
屈克龙所属的省级选区为贝阿恩中心县。

## 人口

1962-2008年间屈克龙人口变化图示

屈克龙于2022年1月1日时的人口数量为189人。